# Sorvali

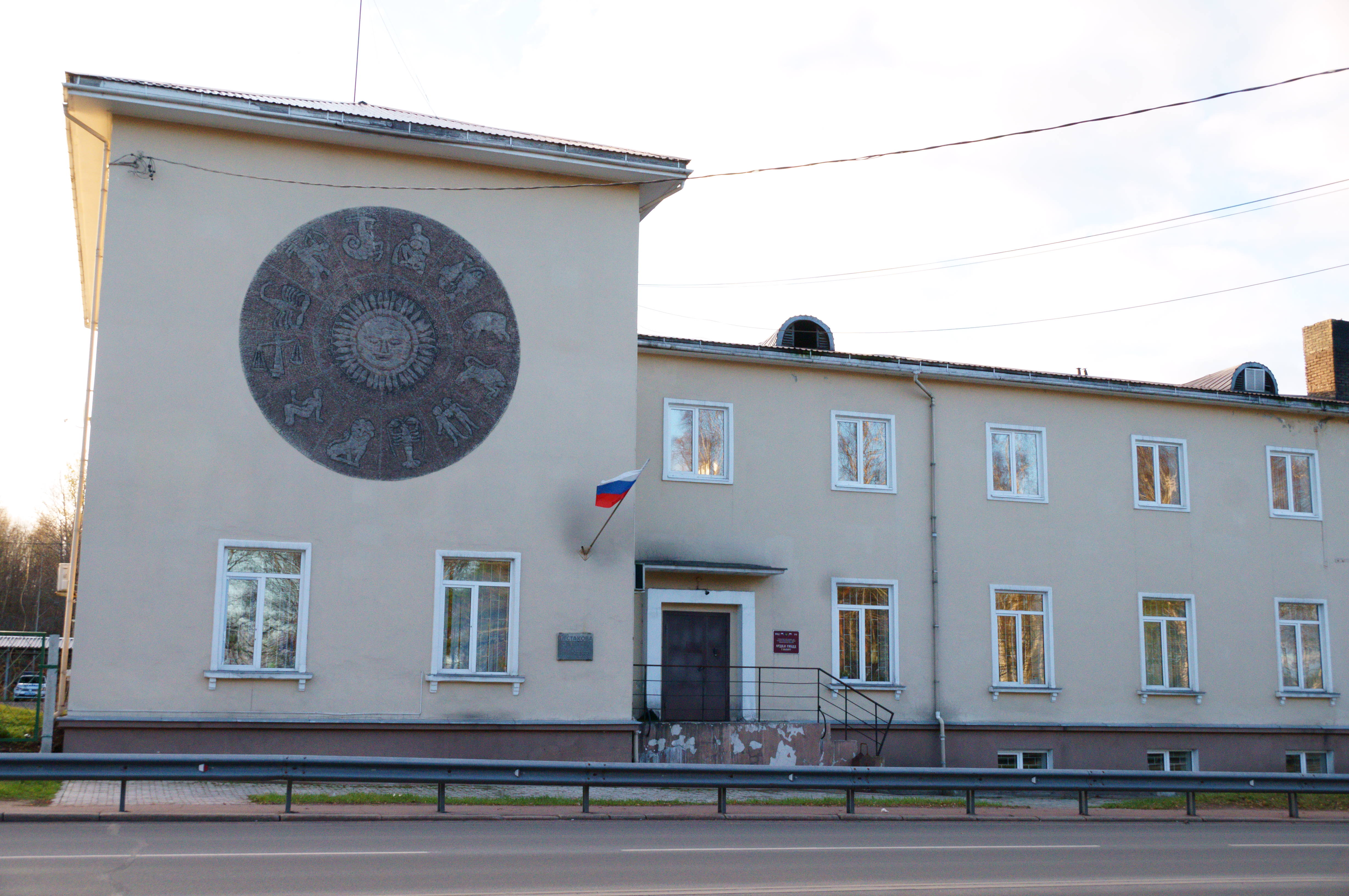
Sorvalis folkskola, ritad av Väinö Keinanen, uppförd 1931

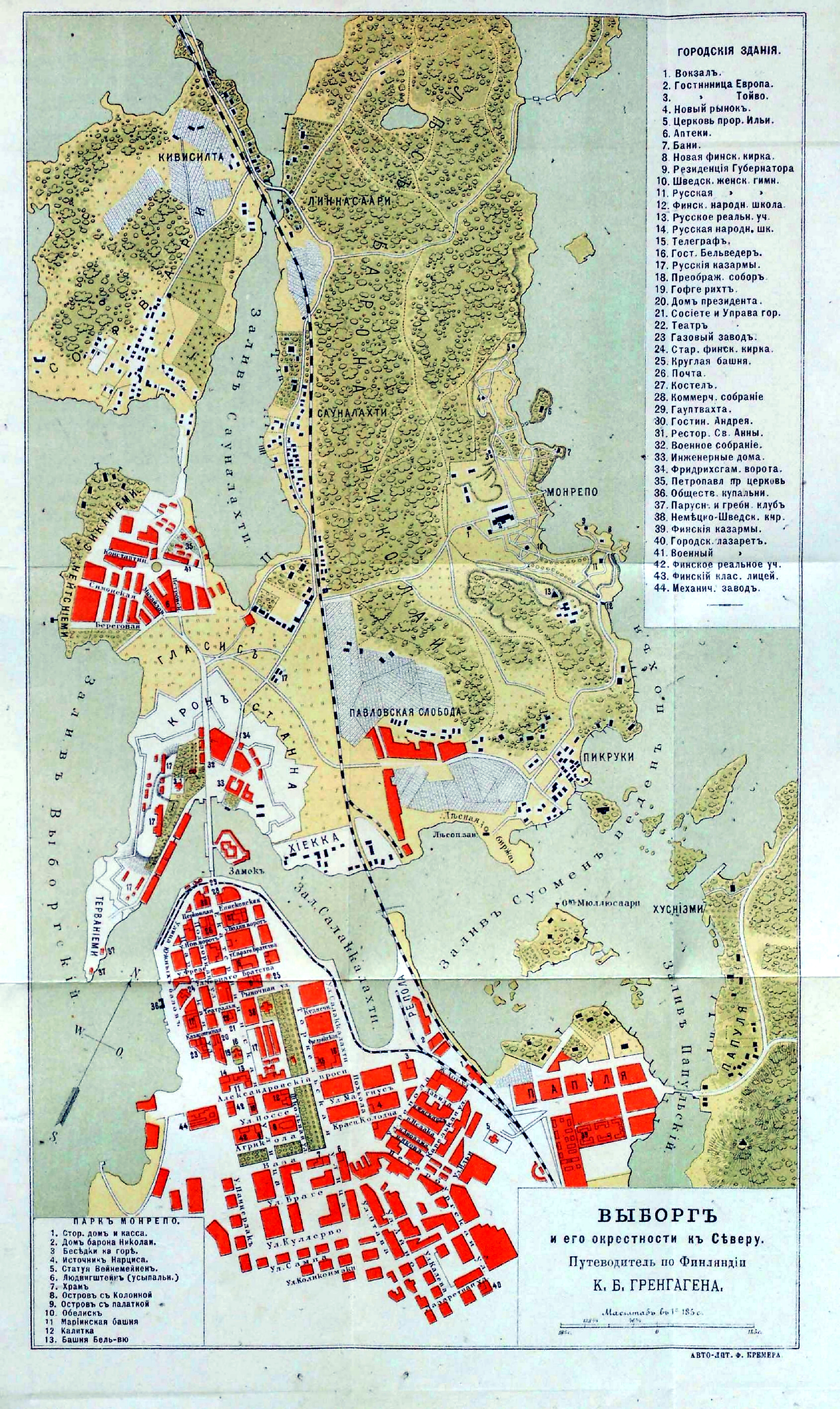
Karta över Viborg 1905, med Gvardeiskij längst upp till vänster

Sorvali eller Sorvalisaari, från 1948 Gvardejskij (ryska: Гвардейский), är en bebyggd ö längst in i Viborgska viken i Finska viken i Ryssland. Ön är ungefär 1,2 kilometer lång och 900 meter bred.
Fram till 1500- och 1600-talet var Sorvali/Gvardejskij en ö vid floden Vuoksens västra mynning. Ön tillhörde ursprungligen det på 1760-talet grundade godset Monrepos på grannön Slottsholmen, vars ägare från 1788, kabinettssekreteraren och poeten Ludwig Heinrich von Nicolay (1737–1820), sålde marken i slutet av 1700-talet.
År 1798 grundades Sorvalis kyrkogård på östra delen av ön, där alla kyrkor och etniska grupper i staden Viborg hade sina egna områden. I den ortodoxa delen av kyrkogården låg den 1888 byggda Uspenskij-kyrkan, som förstördes under fortsättningskriget. Den västra delen av Sorvali reserverades tidigare för militärt bruk och en liten fästning byggdes där 1856–1866.
Sorvali tillhörde tidigare Viborgs landskommun och inkorporerades i Viborgs stad 1933. Vid folkräkningen 1930 hade Sorvali 3.496 invånare.
Det har funnits ett stenbrott på ön, där det bröts granit från Viborgbatoliten. 56 stycken tio meter långa pelare höggs ut därifrån för Kazankatedralen i Sankt Petersburg, som byggdes 1801–1811.
På ön ligger Sorvalis folkskola, ritad av av Veinö Keinänen och uppförd 1931.